# Acrotaenia testudinea
Acrotaenia testudinea är en tvåvingeart som först beskrevs av Friedrich Hermann Loew 1873.  Acrotaenia testudinea ingår i släktet Acrotaenia och familjen borrflugor. Inga underarter finns listade i Catalogue of Life.